# Ectropis pallidistriga
Ectropis pallidistriga là một loài bướm đêm trong họ Geometridae.